# Сьрем
Сьрем (пол. Śrem) — місто в західній Польщі, на річці Варта.

## Історія
Місто стало відомим в Україні після «ексу» 28 тисяч золотих Летючою Бригадою УВО.

## Відомі люди
- Іван з Обехова — сьремський каштелян, генеральний руський (львівський) староста.[6]

## Демографія
Демографічна структура станом на 31 березня 2011 року:
|          | Загалом | Допрацездатний вік | Працездатний вік | Постпрацездатний вік |
| -------- | ------- | ------------------ | ---------------- | -------------------- |
| Чоловіки | 14576   | 2974               | 10330            | 1272                 |
| Жінки    | 15767   | 2813               | 9713             | 3241                 |
| Разом    | 30343   | 5787               | 20043            | 4513                 |

## Галерея

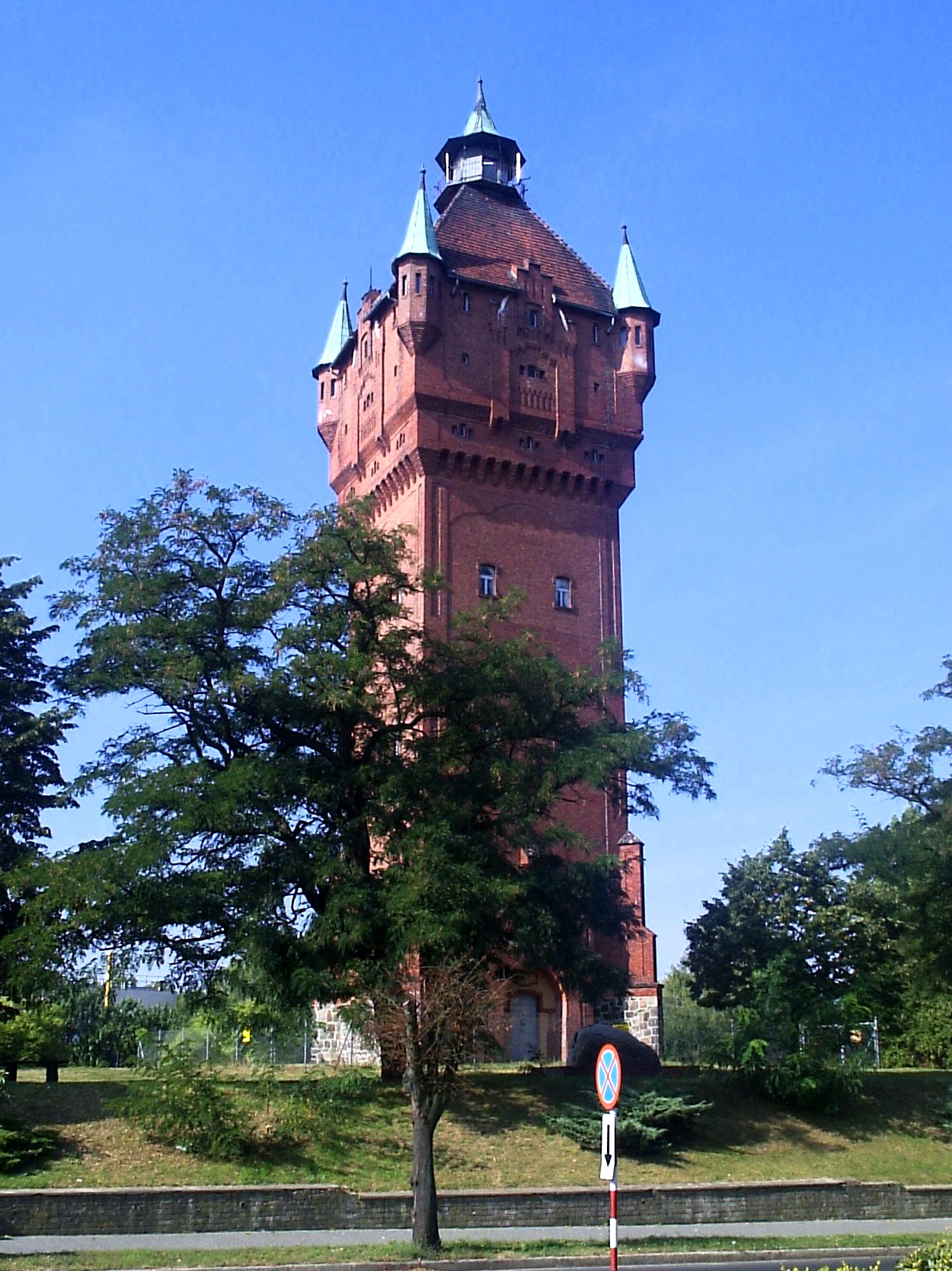
Башта
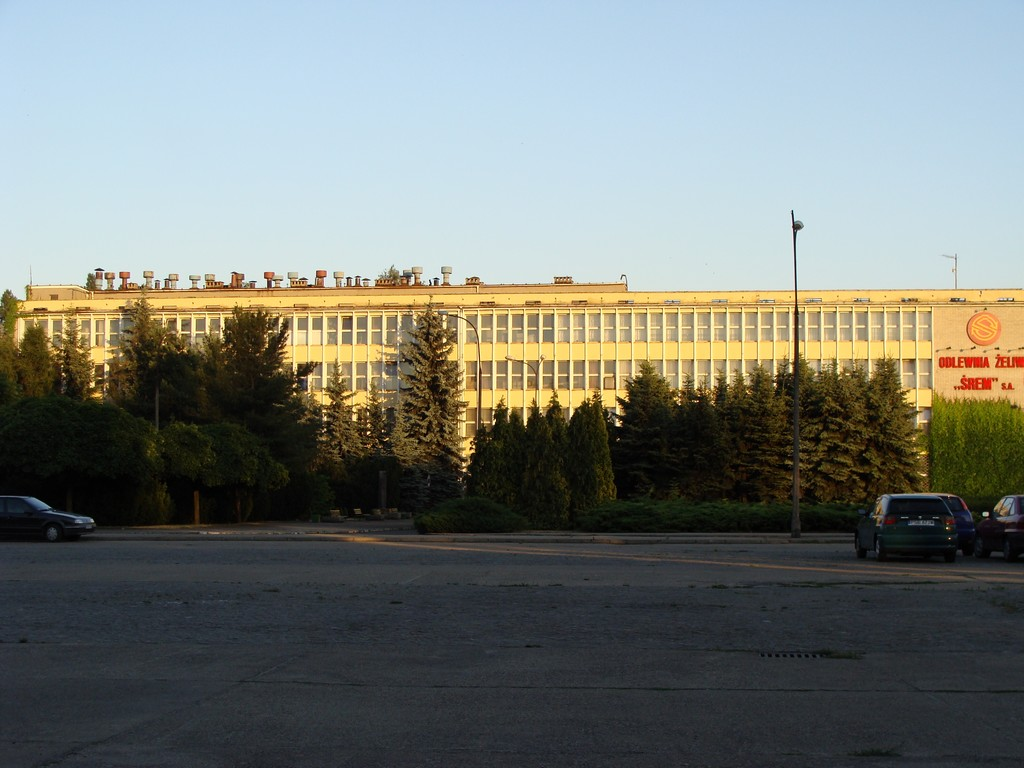
Будинок церкви Святого Серця Ісуса, колишня ливарня
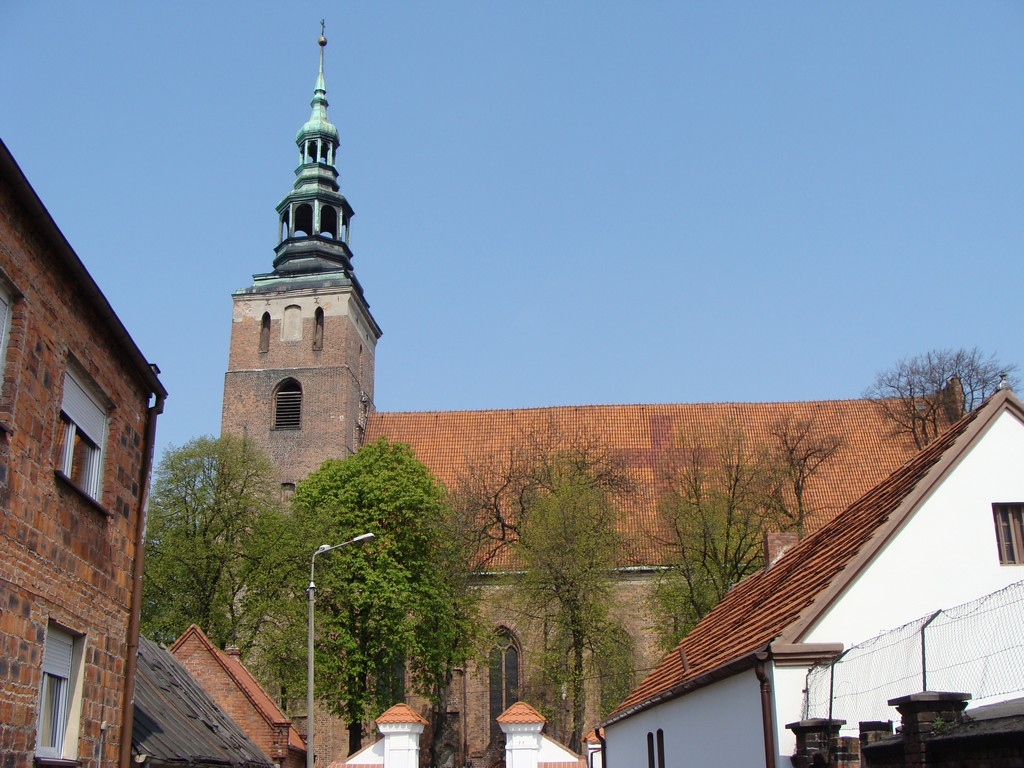
Костел
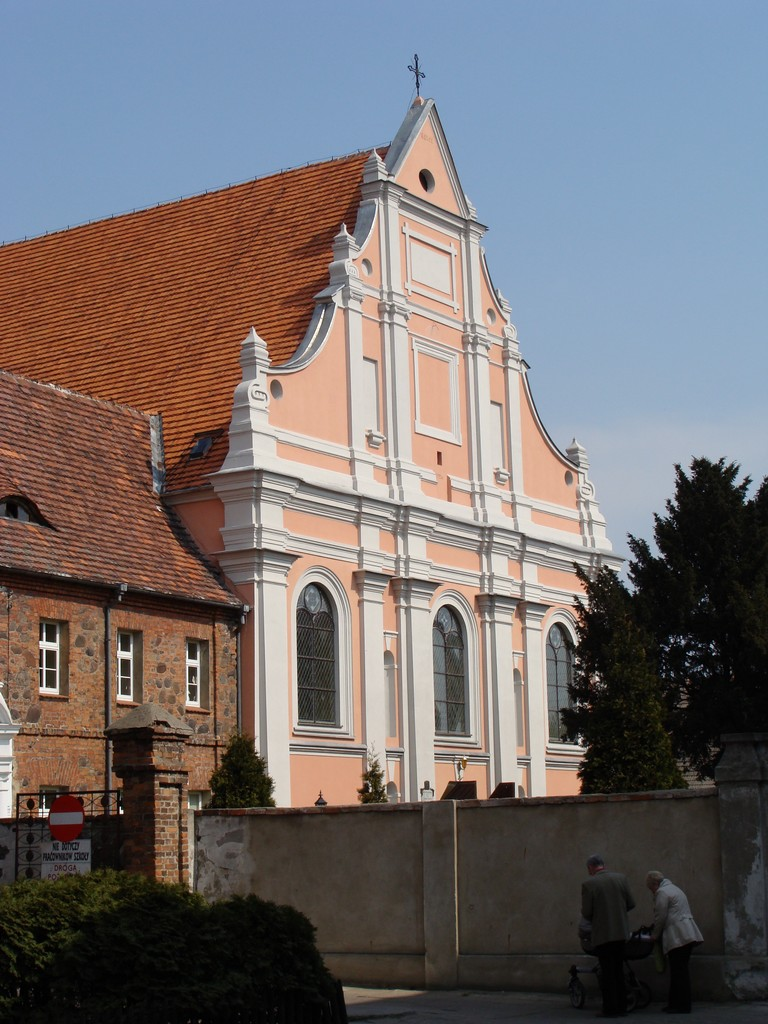
Костел
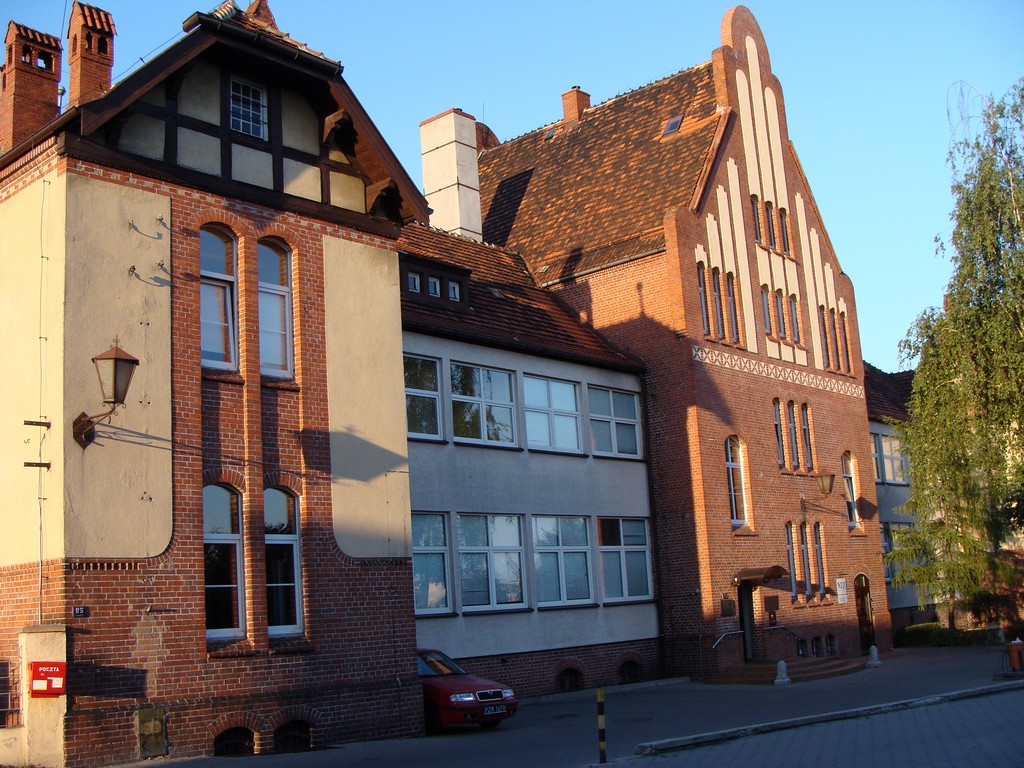
Ревматологічний центр
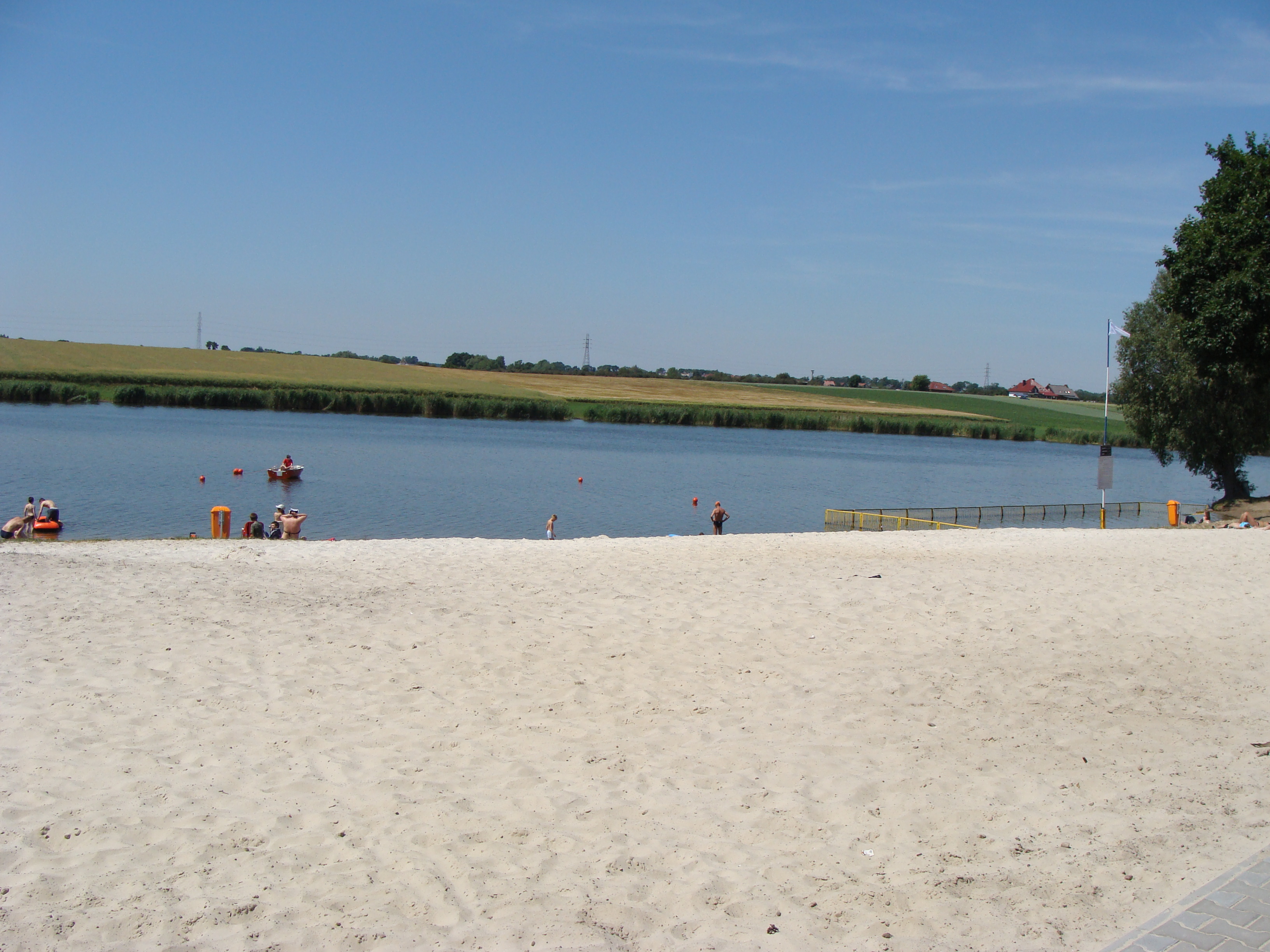
Пляж на озері Гжиміславське
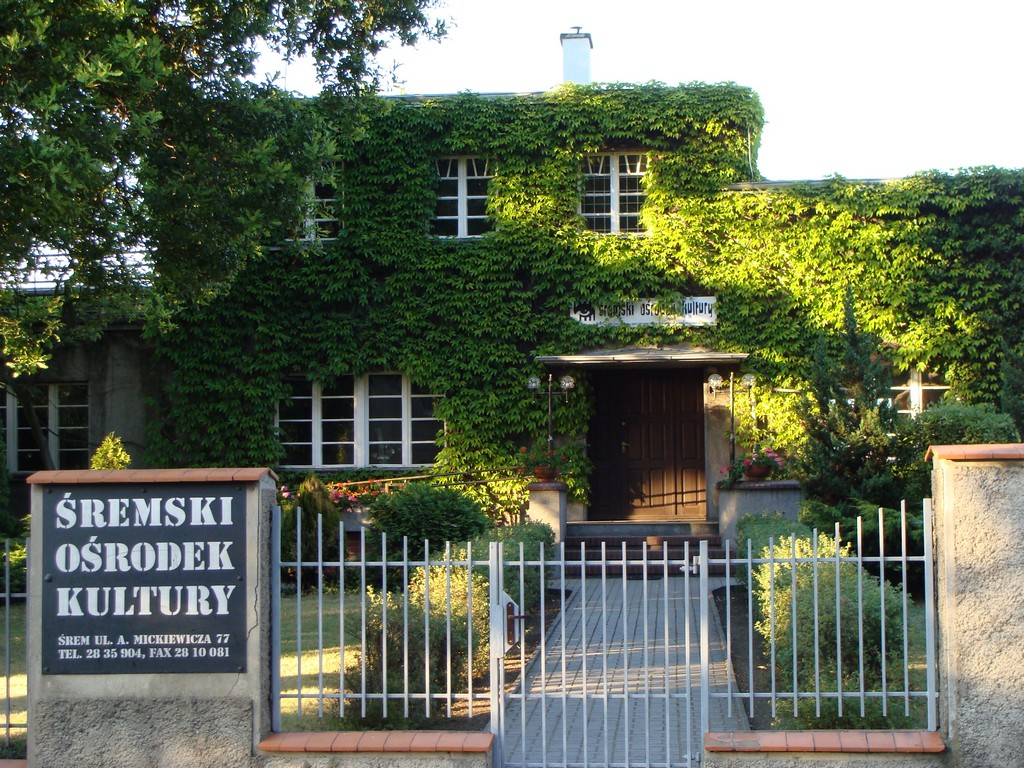
Центр культури
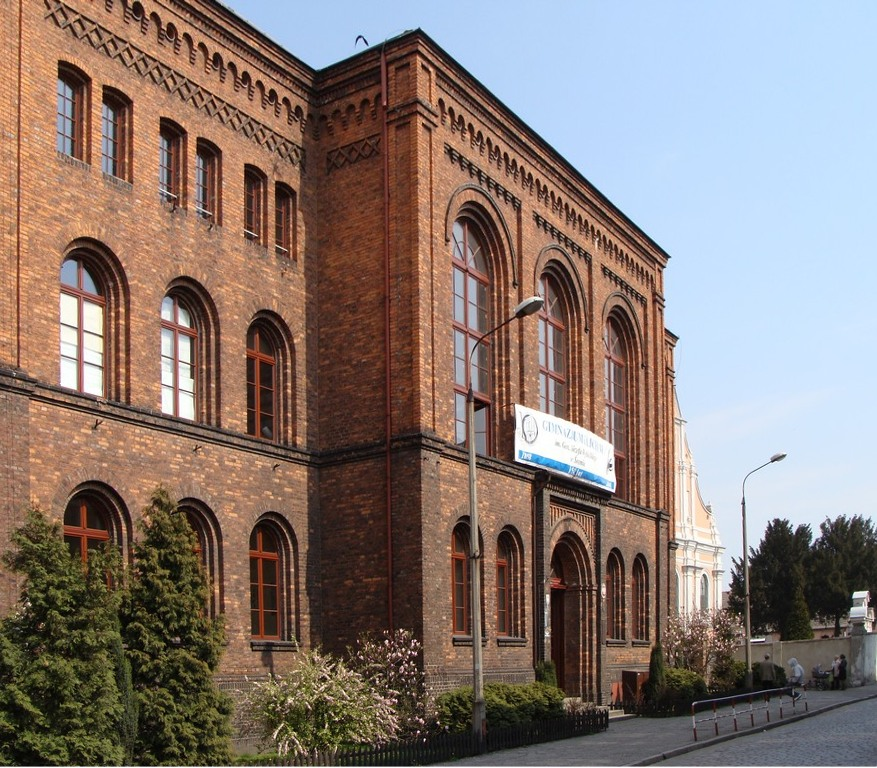
Школа імені Юзефа Вибіцького
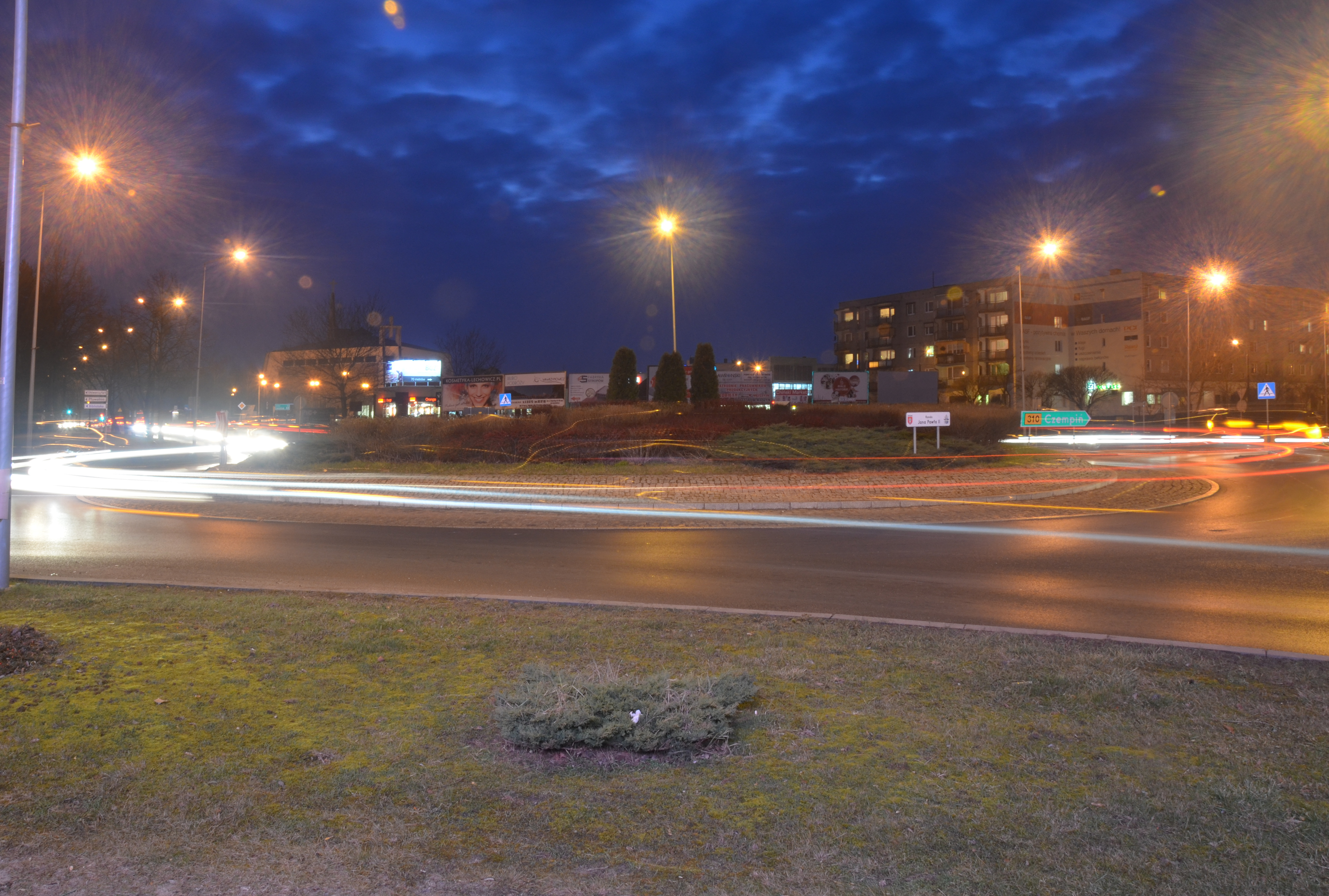
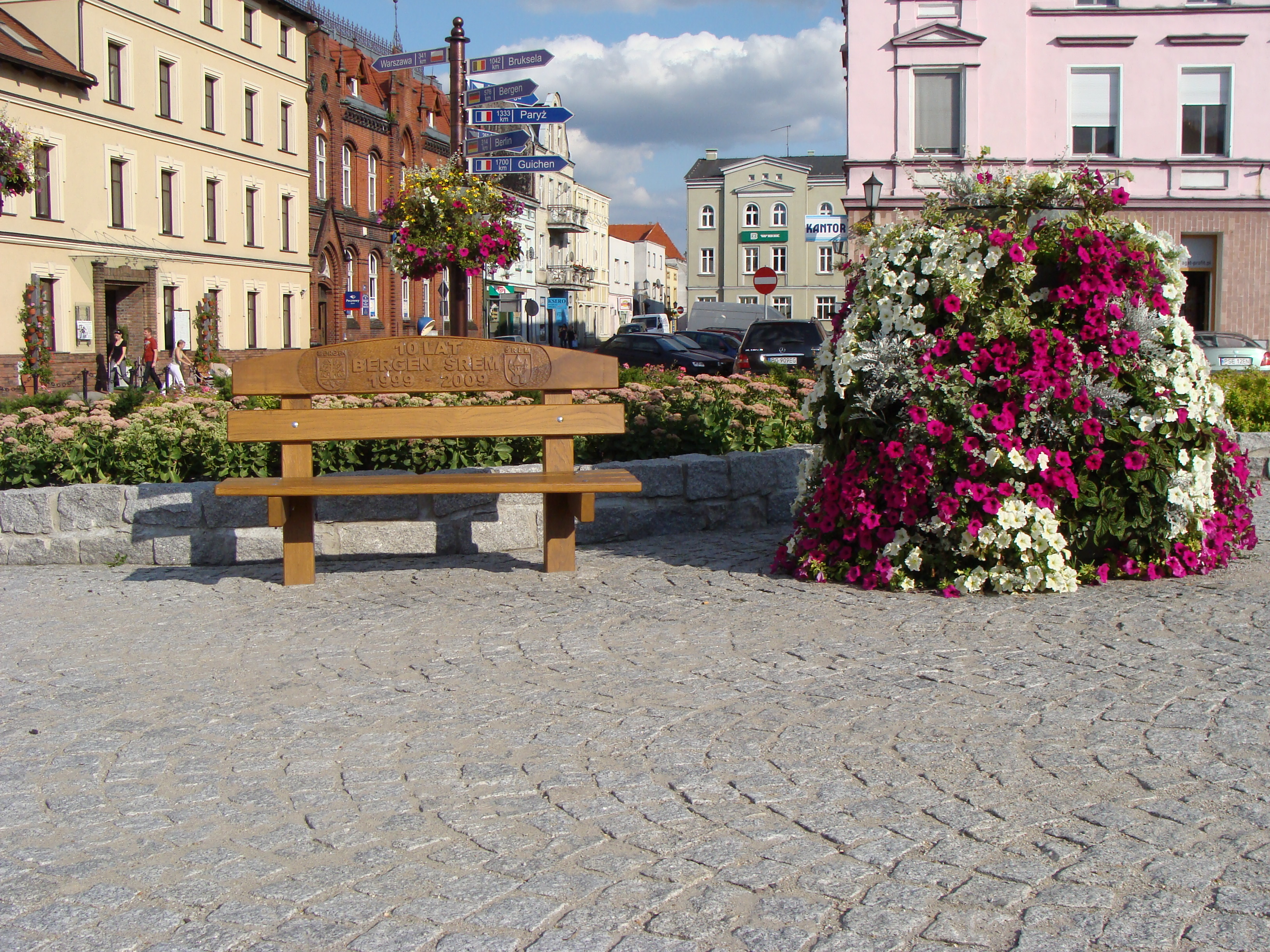
Площа Ринок
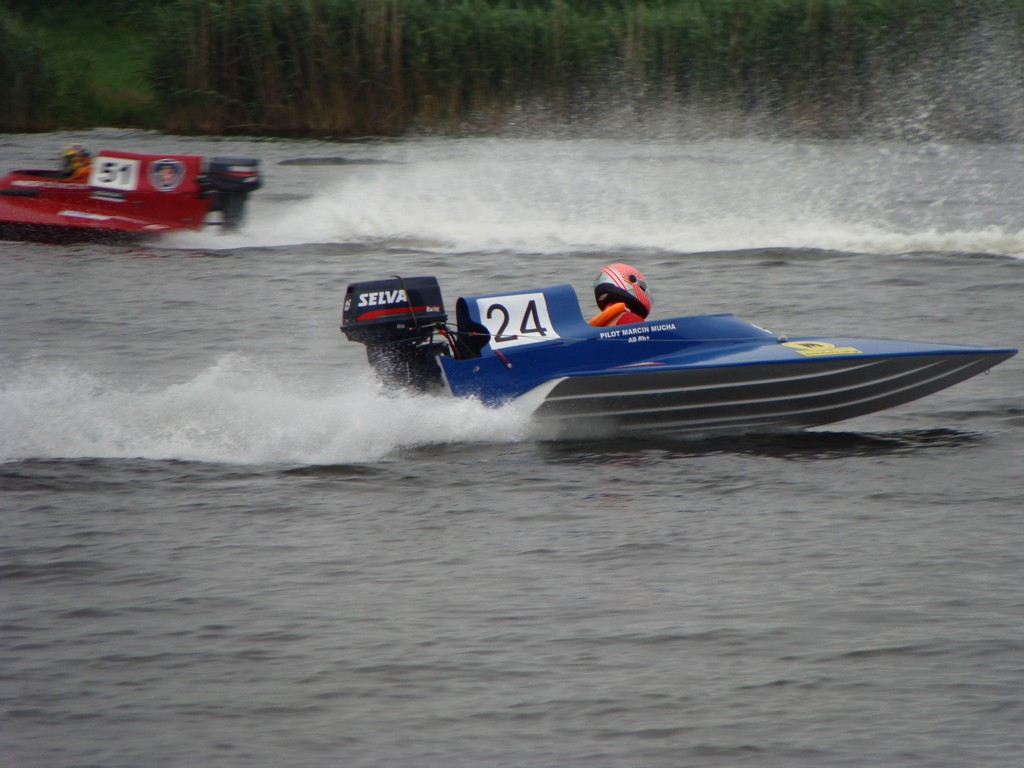
Водний спорт у Сьремі